# Bjerre Kirke
Bjerre Kirke ligger centralt i landsbyen Bjerre, ca. 8 km S for Horsens (Region Midtjylland). Indtil Kommunalreformen i 2007 lå den i Vejle Amt, og indtil Kommunalreformen i 1970 i Bjerre Herred (Vejle Amt).
Kor og skib er opført i romansk stil ca. 1150 af frådsten uden synlig sokkel. Tårn er bygget litt senere en koret og våbenhus er opført i sengotisk tid (ca. 1400-1500). Kirken var oprindelig, i katolsk tid, viet til Sankt Laurentius.
Kirken er pudset, hvorfor alle oprindelige enkeltheder er skjult. Der finnes en gammel klausul på Korsgården at denne skal levere frådsten til kirken ved restaureringer.
Kor og skib fik indbygget krydshvælv i sengotisk tid, samtidig blev korbuen noget omdannet. Altertavlen er fra 1625-30, maleriet i storfeltet er udført af Anker Lund i 1891. Maleriet som tidligere var i storfeltet hang der fra 1850 og hænger nu til højre for orglet.
Prædikestolen er fra o.1630. Prædikestolen har motiver af de fire evangelister, som genkendes ved deres symboldyr.
Dåbshimlen og korgitteret er fra begyndelsen af 1700-tallet, på korgitteret står to sengotiske figurer, som fremstiller Maria og Apostlen Johannes, disse er kopier og originalerne blev fundet sammen med en Jesus figur på loftet under 10930'ernes restaurering. Originalerne kom til nationalmuseet, mens Jesus figuren skal i dag være i depot på Horsens museum.
I korets østkappe og i hvælvkappen over korbuen ser man kalkmalerier fra sidste halvdel af 1400-tallet. Kalkmalerierne er ret fragmentarisk og blev afdækket under sidste restaurering 1996-1999. I korets østkappe ses en noget særpræget Dommedag, i midten ses Kristus med lilje og sværd, han flankeres af Maria og Johannes, gruppen ligner nærmest en Korsfæstelsegruppe. Mod nord ses en engel med horn og vægt, det må være Mikael, som både vækker de døde og vejer sjæle. Mod syd ses Peter med nøgle og sværd ved himmeriges port, under Peter ses et helvedgab, man ser en frelst sjæl og en et par som brændes av helvedesilden. Over korbuen ses Tornekroningen og Piskningen.
Den romanske granitfont har groft hugget kumme med løver og drage adskilt af træer, den pyramidestubformede fod har hjørnekløer som den vestjyske type og vegetativ udsmykning på fladerne, det antages at den er lige så gammel som kirken.
I tårnets gulv er 2 gravsten nedlagt fra 1700'tallet som desværre ikke lader sig læse længere. Orglet er fra 1967 og bygget i Horsens hos Th. Frobenius og Co. Kirkeklokken er derimod også af ældre dato og kan ikke længere ringes med automatik. Den ble til mellem 1325 og 1350 og har et indstøbt seglaftryk og en delvis læsbar inskription.

## Eksterne kilder og henvisninger
- Wikimedia Commons har flere filer relateret til Bjerre Kirke
- Bjerre Kirke Arkiveret 16. februar 2011 hos  Wayback Machine på nordenskirker.dk
- Bjerre Kirke på KortTilKirken.dk
- Bjerre Kirke i bogværket Danmarks Kirker (udg. af Nationalmuseet)